# Sankarnagar
Sankarnagar es una ciudad y nagar Panchayat situada en el distrito de Tirunelveli en el estado de Tamil Nadu (India). Su población es de 7095 habitantes (2011).

## Demografía
Según el censo de 2011 la población de Sankarnagar era de 7095 habitantes, de los cuales 3575 eran hombres y 3520 eran mujeres. Sankarnagar tiene una tasa media de alfabetización del 92,73%, superior a la media estatal del 80,09%: la alfabetización masculina es del 95,56%, y la alfabetización femenina del 89,86%.